# Listă de edificii religioase în județul Prahova
- Biserica Sfântul Ioan din Vălenii de Munte
- Biserica Vărbila -
- Mănăstirea Ghighiu
- Mănăstirea de maici Zamfira
- Mănăstirea de călugări Crasna
- Mănăstirea Suzana
- Mănăstirea Cheia
- Mănăstirea Sinaia